# Rockstar Lincoln
Rockstar Lincoln (anteriormente Tarantula Studios) es una filial de Rockstar Games situada en Lincoln, Inglaterra y es la destinada a garantizar el control de calidad e internacionalizar el software, para después probar y traducir los juegos de Rockstar Games. Antes de convertirse en una compañía de control de calidad, Rockstar Lincoln había desarrollado videojuegos como la versión de Grand Theft Auto para Game Boy Color.